# Anneslia papillosa
Anneslia papillosa là một loài thực vật có hoa trong họ Đậu. Loài này được Britton & Rose mô tả khoa học đầu tiên năm 1928.